# 10258 Sárneczky
10258 Sárneczky eller 1940 AB är en asteroid i huvudbältet, som upptäcktes den 6 januari 1940 av den ungerska astronomen György Kulin i Budapest. Den har fått sitt namn efter den ungerska astronomen Krisztián Sárneczky.
Asteroiden har en diameter på ungefär 14 kilometer.